# تری گورجز چاینا

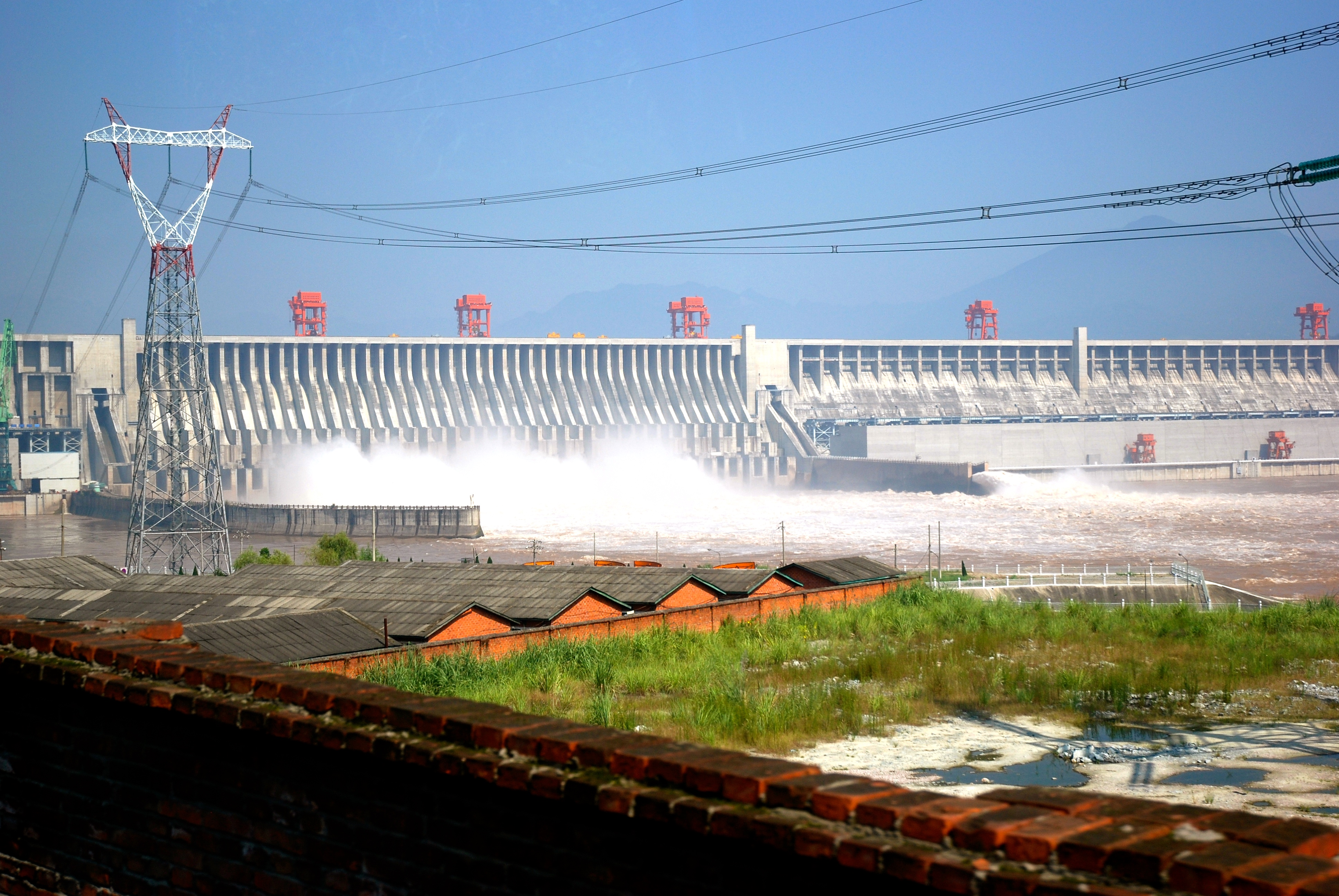
عکس شرکت تری گورجز چاینا

تری گورجز چاینا (انگلیسی: China Three Gorges) شرکت دولتی برق چینی است، که در سال ۱۹۹۳ توسط سازمان ساساک تأسیس شد.